# Trigonostemon bonianus
Trigonostemon bonianus är en törelväxtart som beskrevs av François Gagnepain. Trigonostemon bonianus ingår i släktet Trigonostemon och familjen törelväxter. Inga underarter finns listade i Catalogue of Life.